# Platyarthrus acropyga
Platyarthrus acropyga is een pissebed uit de familie Platyarthridae. De wetenschappelijke naam van de soort is voor het eerst geldig gepubliceerd in 1924 door Chopra.